# Tetraopidion
Tetraopidion is een kevergeslacht uit de familie van de boktorren (Cerambycidae). De wetenschappelijke naam van het geslacht werd voor het eerst geldig gepubliceerd in 1960 door Martins.

## Soorten
Tetraopidion omvat de volgende soorten:
- Tetraopidion geminatum Martins, 1969
- Tetraopidion mucoriferum (Thomson, 1867)
- Tetraopidion tetraophtalmum Martins, 1960
- Tetraopidion venezuelanum Martins, 1960